# Stadion Herrenried
Lo Stadion Herrenried è uno stadio utilizzato per il calcio, il football americano e gli scacchi.
È utilizzato per gli incontri casalinghi dagli Cineplexx Blue Devils.

## Football americano
Allo Stadion Herrenried sono stati giocati alcuni incontri internazionali di football americano (fra cui le finali del campionato europeo C di football americano 2012) e alcune finali dei campionati austriaci dello stesso sport.

### Europeo C

#### Edizione 2012
| Hohenems 16 settembre 2012, ore 13:00 UTC+2 Finale 3º - 4º posto | Paesi Bassi | 17 – 15 (0-3 0-6 10-0 7-6) referto                                                                                | Russia | Stadion Herrenried |
| R. Graanoogst Q3 ( TD ) 4yd pass from R. Bouthoorn R. Hein Q3 ( pat ) R. Hein Q3 ( FG ) 45yd H. Koopmans Q4 ( TD ) 1yd run R. Hein Q4 ( pat ) } Marcatori D. Lantsov Q1 ( FG ) 25yd V. Fatukhin Q2 ( TD ) 36yd pass from E. Sigayev D. Lantsov Q4 ( TD ) 48yd interception return Winston Ronde Allenatori |             | |        |                    |
| |             | |        |                    |
| R. Graanoogst Q3 (TD) 4yd pass from R. Bouthoorn R. Hein Q3 (pat) R. Hein Q3 (FG) 45yd H. Koopmans Q4 (TD) 1yd run R. Hein Q4 (pat) } | Marcatori   | D. Lantsov Q1 (FG) 25yd V. Fatukhin Q2 (TD) 36yd pass from E. Sigayev D. Lantsov Q4 (TD) 48yd interception return |        |                    |
| Winston Ronde | Allenatori  | |        |                    |

| Hohenems 16 settembre 2012, ore 17:00 UTC+2 Finale | Serbia     | 20 – 14 (13-0 7-7 0-0 0-7) referto | Svizzera | Stadion Herrenried |
| J. Mihalio Q1 ( TD ) 55yd run S. Stanojev Q1 ( pat ) J. Mihalio Q1 ( TD ) 5yd run M. Bajcetic Q2 ( TD ) 5yd pass from V. Milic S. Stanojev Q2 ( pat ) Marcatori B. Keene Q2 ( TD ) 40yd pass from M. Niklaus R. Meier Q2 ( pat ) J. Provençal Q4 ( TD ) 61yd fumble recovery R. Meier Q4 ( pat ) Participation 2 S. Stanojev 3 I. Radoicic 5 M. Bakovic 7 D. Avramovic 8 I. Radocic 10 V. Milic 14 M. Bates 16 P. Plamenac 17 L. Bogicevic 21 P. Scekic 22 D. Cvetkovic 25 A. Ristic 28 I. Nedeljkovic 32 J. Mihalio 35 Z. Loncarevic 36 M. Jankovic 53 M. Stefanov 55 V. Vasilic 70 I. Garilovic 77 N. Mirkovic 81 B. Bosnjak 84 M. Lugonja 85 M. Bajcetic 91 M. Lisanin 92 V. Radenovic Formazioni Participation 8 M. Niklaus 20 J. Provençal 21 T. Muggwyler 24 A. Golay 27 C. Charpilloz 30 C. Dayron 33 A. Fahrni 34 F. Schaller 36 L. Luetscher 39 D. Campos 40 S. Marti 42 R. Bernasconi 45 S. Zueger 49 M. Wilhelmi 66 A. Schneider 70 N. Blattner 80 B. Kohli 81 B. Keene 83 M. Boller 86 R. Meier 87 C. Codemo 93 L. Schnyder Sean Embree Allenatori Eki Tara |            | |          |                    |
| |            | |          |                    |
| J. Mihalio Q1 (TD) 55yd run S. Stanojev Q1 (pat) J. Mihalio Q1 (TD) 5yd run M. Bajcetic Q2 (TD) 5yd pass from V. Milic S. Stanojev Q2 (pat) | Marcatori  | B. Keene Q2 (TD) 40yd pass from M. Niklaus R. Meier Q2 (pat) J. Provençal Q4 (TD) 61yd fumble recovery R. Meier Q4 (pat) |          |                    |
| Participation - 2 S. Stanojev - 3 I. Radoicic - 5 M. Bakovic - 7 D. Avramovic - 8 I. Radocic - 10 V. Milic - 14 M. Bates - 16 P. Plamenac - 17 L. Bogicevic - 21 P. Scekic - 22 D. Cvetkovic - 25 A. Ristic - 28 I. Nedeljkovic - 32 J. Mihalio - 35 Z. Loncarevic - 36 M. Jankovic - 53 M. Stefanov - 55 V. Vasilic - 70 I. Garilovic - 77 N. Mirkovic - 81 B. Bosnjak - 84 M. Lugonja - 85 M. Bajcetic - 91 M. Lisanin - 92 V. Radenovic | Formazioni | Participation - 8 M. Niklaus - 20 J. Provençal - 21 T. Muggwyler - 24 A. Golay - 27 C. Charpilloz - 30 C. Dayron - 33 A. Fahrni - 34 F. Schaller - 36 L. Luetscher - 39 D. Campos - 40 S. Marti - 42 R. Bernasconi - 45 S. Zueger - 49 M. Wilhelmi - 66 A. Schneider - 70 N. Blattner - 80 B. Kohli - 81 B. Keene - 83 M. Boller - 86 R. Meier - 87 C. Codemo - 93 L. Schnyder |          |                    |
| Sean Embree | Allenatori | Eki Tara |          |                    |

### EFAF Cup

#### Edizione 2011
| Hohenems 10 aprile 2011, ore 14:00 1ª giornata | Cineplexx Blue Devils | 7 – 51 | Kragujevac Wild Boars | Stadion Herrenried |

#### Edizione 2012
| Arbitri: | J. M. Rebes T. Fonseca |

| |           | |
| Blakely Q1 (TD) 6yd pass from M. Niekamp Blakely Q1 (TD) 63yd pass from C. Givens M. Macek Q1 (pat) Team Q4 (saf) | Marcatori | M. Dable Q1 (TD) 87yd kickoff return Erbs Q1 (pat) Braisaz-Latille Q2 (TD) 33yd pass from L. Caruso L. Caruso Q2 (pat) Erbs Q3 (FG) 25yd |

### Finali di campionato
| Hohenems 7 luglio 2013 XVI Silverbowl | Cineplexx Blue Devils | 49 – 48 (14-7 6-14 14-0 15-27) | Vienna Vikings 2 | Stadion Herrenried (945 spett.) |